# Dear, Summer Friend
「Dear, Summer Friend」（ディア, サマー・フレンド）は、真心ブラザーズの29枚目のシングル。2005年7月20日にKi/oon Recordsから発売された。

## 解説
約4年半の活動休止期間を経て発売された。
週間オリコンチャートでは、シングルとしては自身最高位となる19位を記録した。
初回生産限定盤にはTシャツが付属している。

## 収録曲
1. Dear, Summer Friend
作詞・作曲：桜井秀俊、編曲：CHOKKAKU
2. RELAX〜OPEN〜ENJOY　"H17 MB's Version"
作詞・作曲：倉持陽一、編曲：桜井秀俊
アルバム『I will Survive』に収録のニューバージョン。